# Marília Chaves Peixoto
Marília Chaves Peixoto (24 février 1921 – 5 janvier 1961) est une mathématicienne et ingénieure brésilienne. Elle est la première femme au Brésil à obtenir un doctorat en mathématiques et la première à joindre l'Académie brésilienne des sciences.

## Biographie
Marília Magalhães Chaves naît le 24 février 1921, à Sant'Ana do Livramento. Elle vit ensuite à Rio de Janeiro. En 1939, elle entre à l'Escola Nacional de Engenharia (École Nationale d'Ingénieur) et travaille avec Leopoldo Nachbin and Maurício Peixoto. Elle épouse ce dernier en 1946 et le couple aura deux enfants : Marta et Ricardo.
Peixoto sort diplômée de l'université fédérale de Rio de Janeiro en 1943 avec un diplôme d'ingénieur, ayant également étudié les mathématiques et travaillé comme surveillante à la Faculté Nationale de Philosophie de l'université. En 1948, elle obtient son doctorat en mathématiques et commence à enseigner à l'École Polytechnique de l'Université de Rio.
Marília Chaves Peixoto a effectué d'importants travaux sur les équations différentielles. En 1949, elle publie "Sur les inégalités {\displaystyle y''\geq G(x,y,y',y'')}". En 1959, elle co-écrit avec son époux, "Stabilité structurelle dans le plan avec des conditions aux limites élargies", dans les Annales de l'Académie brésilienne des sciences. Il sera l'une des bases du théorème démontré plus tard par Maurício Peixoto qui traite de la caractérisation de systèmes structurellement stables dans des variétés bi-dimensionnelles.
Grâce à son travail sur les fonctions convexes, Peixoto est nommée membre associée de l'Académie brésilienne des sciences, le 12 juin 1951. Elle est la première femme brésilienne à rejoindre l'organisation et la deuxième femme après Marie Curie (associée étrangère).
Elle meurt le 5 janvier 1961, à l'âge de 39 ans.